# Айхенцелль
Айхенцелль (нем. Eichenzell) — община в Германии, в земле Гессен. Подчиняется административному округу Кассель. Входит в состав района Фульда. Население составляет 11 145 человек (2009). Занимает площадь 55,96 км².

## Население
| Год  | Численность | Численность |
| ---- | ----------- | ----------- |
| 2015 | 11 019      |             |
| 2017 | 10 975      | [ 1 ]       |
| 2019 | 11 024      | [ 3 ]       |
| 2021 | 11 145      | [ 4 ]       |
| 2022 | 11 277      | [ 5 ]       |
| 2023 | 11 367      | [ 2 ]       |